# Česko-nauruské vztahy
Česko-nauruské vztahy (respektive diplomatické styky mezi Českou republikou a Republikou Nauru) byly oficiálně zahájeny 19. února 2007. S Československem nemělo Nauru žádné diplomatické styky.

## Diplomatické zastoupení
Česká republika má diplomatické zastoupení v Republice Nauru skrze ambasádu ve filipínské Manile. Nauruská diplomacie nemá v České republice zastoupení.

## Ekonomické vztahy
V roce 2018 byla Česká republika třetím nejdůležitějším obchodním vývozním partnerem - 15,5 % nauruského vývozu o objemu 2,4 milionu USD mířila právě do Česka (hlavně mléčné produkty, kovové součástky a klimatizace). Procento vývozu trvale roste od roku 2014. V roce 2007 proběhl první rozvojový projekt České republiky na Nauru s názvem „Voda pro Nauru“ v hodnotě 500 000 Kč.
|                                 | 1995  | 1996-1997 | 1998   | 1999-2007 | 2008           | 2009-2010 | 2011             | 2012             | 2013 | 2014             | 2015                | 2016             | 2017       | 2018            |
| ------------------------------- | ----- | --------- | ------ | --------- | -------------- | --------- | ---------------- | ---------------- | ---- | ---------------- | ------------------- | ---------------- | ---------- | --------------- |
| % nauruského importu            | 0 %   | 0 %       | 0 %    | 0 %       | 0 %            | 0 %       | 0 %              | 0 %              | 0 %  | 0 %              | 0 %                 | 0 %              | 0 %        | 0 %             |
| % nauruského exportu            | 0,2 % | 0 %       | 0,08 % | 0 %       | 0,1 %          | 0 %       | 0,22 %           | 0,14 %           | 0 %  | 1,51 %           | 1,93 %              | 2,23 %           | 4,68 %     | 15,54 %         |
| nejexportovanější produkt do ČR |       |           |        |           | transformátory |           | kapalinové pumpy | kovové součástky |      | kapalinové pumpy | zemědělská technika | kovové součástky | fotografie | mléčné produkty |